# 愛! wanna be with you...
『愛! wanna be with you...』（アイ! ワナ・ビー・ウィズ・ユー...）は、2016年11月30日にJ Stormから発売されたTOKIOの52作目のシングル。

## 概要
前作『fragile』から9ヶ月ぶりに発売されたシングルである。表題曲の「愛! wanna be with you...」は、松岡昌宏が主演を務めたテレビ朝日系金曜ナイトドラマ『家政夫のミタゾノ』主題歌となっている楽曲。カップリング曲の「ローライダー」は、TOKIOが出演していた「ソリオ バンディット」CMソングとして書き下ろされた楽曲である。前作同様、すべての収録曲がメンバーによって作詞・作曲されている。
DVD付初回限定盤、通常盤の2形態での発売となり、初回限定盤に付くDVDには表題曲のミュージック・ビデオとメイキングを収録している。通常盤のみ前作と同じく「TOKIO STATION〜ラジオ編〜」が収録されており、初回限定盤、通常盤のそれぞれに初回限定盤、通常盤で異なるトークが聴ける「TOKIO STATION WEB〜楽屋トーク編〜」のパスワードが封入していた。

## 収録曲

### CD
※は通常盤のみ収録。
1. 愛! wanna be with you...
作詞・作曲：長瀬智也、編曲：TOKIO
  - テレビ朝日系金曜ナイトドラマ『家政夫のミタゾノ』主題歌
2. ローライダー※
作詞・作曲：長瀬智也、編曲：TOKIO、Horns Arrangement:KAM、竹上良成
  - スズキ「ソリオ バンディット」CMソング
3. 愛! wanna be with you...（Backing Track）
4. ローライダー（Backing Track）※
5. TOKIO STATION 〜ラジオ編〜※

### DVD（初回限定盤のみ）
1. 愛! wanna be with you...（Video Clip）
2. 愛! wanna be with you...（Making）